# Lizzi Natzler
Lizzi Natzler, właściwie Alice Maria Tortosa z domu Natzler (ur. 7 października 1909 w Wiedniu, zm. 26 stycznia 1993 w Culver City) – austriacka aktorka teatralna i filmowa, piosenkarka.

## Życiorys
Alice Maria była córką aktorki Lilli Meissner (1873-1957) i Leopolda Natzlera (1860-1926) aktora i śpiewaka operowego. Dwie jej siostry były również były aktorami i śpiewaczkami. Najstarsza Margarete używała imienia Grete, a potem Della Lind, młodsza Hertha Natzler występowała pod własnym imieniem i nazwiskieem. Była kuzynką popularnego aktora Alfreda Reginalda Natzlera, zwanego Reggie Nalder.
Lizzi rozpoczęła swoją karierę artystyczną w 1928 roku w rodzinnym Wiedniu. Od początku pracowała zarówno w teatrze, jak i w filmie. Głównie była obsadzona na ekranie jako sympatyczna dziewczyna z sąsiedztwa w komediach romantycznych w drugoplanowych rolach. W 1930 roku przeprowadził się do Niemiec. W hamburskim Operettenhaus została zaangażowana jako piosenkarka, jednocześnie występowała w Neuen Operettentheater w Lipsku. W 1931 roku przyjechała do Berlina, gdzie grała między innymi w Meinhard-Bernauer-Bühnen. W stolicy Niemiec otrzymała też kilka ról filmowych.
Sytuacja po przejęciu władzy przez nazistów w 1933 roku sprawiła, że w 1933 roku wróciła do Wiednia, gdzie zagrała niewielką rolę w filmie Josepha Schmidta. W 1937 roku wyemigrowała z matką i siostrą Herthą do Stanów Zjednoczonych. Tam wyszła za mąż za obywatela amerykańskiego Manuela Tortosa i mieszkała aż do śmierci w 1993 roku jako Litzie M. Tortosa w Los Angeles.

## Wybrane role
- 1928: Kaiserjäger
- 1928: Spitzenhöschen und Schusterpech
- 1929: Wem gehört meine Frau?
- 1929: Champagner
- 1929: Der Dieb im Schlafcoupée
- 1929: Eros in Ketten
- 1929: Die kleine Veronika
- 1931: Die spanische Fliege
- 1932: Der tolle Bomberg
- 1932: Es war einmal ein Walzer
- 1935: Heut’ ist der schönste Tag in meinem Leben